# Cmentarz Łukianowski
Cmentarz Łukianowski (ukr. Лук'янівське кладовище, Łuk'janiwśke kładowyszcze) – jedna z najstarszych nekropolii Kijowa.
Został założony w 1878 roku jako cmentarz miejski – wcześniej przez kilka lat chowano tu pacjentów miejscowego szpitala. Swój spoczynek na cmentarzu znaleźli przedstawiciele znanych kijowskich rodów, m.in. Połubotków, Leontowiczów, Samojłowiczów.
Po likwidacji nekropolii na Askoldowej Mogile i przy monasterze Opieki Matki Bożej przeniesiono tu kilka najcenniejszych nagrobków. Na cmentarzu pochowano poległych w bitwie pod Krutami, a także ofiary kijowskiego NKWD.
Powyżej dwóch tysięcy nagrobków cmentarnych znajduje się w rejestrze zabytków architektury.

## Pochowani
- Grigorij Pfeiffer – ukraiński matematyk, członek Akademii Nauk USRR
- Hryhorij Kosynka – ukraiński pisarz, przedstawiciel „rozstrzelanego odrodzenia”
- Mykoła Wasyłenko – historyk, premier rządu Hetmanatu (1918) drugi przewodniczący Wszechukraińskiej Akademii Nauk
- Władimir Puchalski – założyciel i pierwszy dyrektor kijowskiego konserwatorium
- Mykoła Antonowicz – kompozytor
- Wasyl Łypkiwski – metropolita Ukraińskiej Autokefalicznej Cerkwi Prawosławnej (grób symboliczny)
- Piotr Niestierow – rosyjski pilot
- Wiktor Palmow – ukraiński malarz futurystyczny
- Mychajło Johannsen – poeta (grób symboliczny)